# 滿蒙獨立運動
滿蒙獨立運動，是20世紀初期，推動滿洲與内蒙古等地脫離中國統治，建立民族國家的獨立運動合稱，早年主要由支持清朝的滿族、蒙古族與漢族人士組成宗社党，受大日本帝國的支持。因日俄密约划分的势力范围，与受到俄國支持的蒙古獨立建國運動分别发展，外蒙古成功獨立建立蒙古人民共和國後，曾舆日系的满洲国和蒙疆政府敌对。近代因為中國東北民族融合，加上日本撤退而式微。在民國時期，滿洲民族主義支持滿洲獨立建國；現今仍有支持內蒙古獨立建國，或與蒙古國統一者，稱為內蒙古獨立運動。

## 沿革
1911年辛亥革命爆發之後。當時漢人排滿情緒嚴重，清朝的宗室及一些滿族大臣則試圖維持清朝統治。由滿族貴族組成的宗社黨主張向南方的革命黨開戰。但最終失敗，清朝滅亡。
當時的日本意識到中國即將動亂，計劃入侵中國。當時不少大陸浪人（前往中國活動的日本人）策劃支持滿洲、内蒙古脫離中國獨立，也就是所謂的滿蒙獨立運動。其中以川島浪速最為出名。
川島浪速曾擔任清朝北京警務學堂的學長職務，並在此期間與肅親王善耆、内蒙古喀喇沁王公貢桑諾爾布（善耆的妹夫）關係密切。川島浪速協助宗社黨成員秘密逃離北京，前往旅順；1912年，他得到了日本軍官貴志彌次郎、小磯國昭等人的支持，計劃擁立肅親王為主，慫恿貢桑諾爾布起兵響應，推動第一次滿蒙獨立運動，以建立滿蒙聯合王國為目標。川島浪速試圖遊說趙爾巽、張作霖等起兵，但遭到張作霖的拒絕。最終日本政府與北洋政府達成和解後，軍部指示廢止計劃，第一次滿蒙運動以失敗告終。
1915年，中華民國大總統袁世凱宣佈廢除共和制並登基稱帝。各省紛紛起兵反袁，開展護國運動。日本的大隈重信內閣實行反袁政策，策劃第二次滿蒙獨立運動。川島浪速、肅親王善耆，以及蒙古貴族巴布扎布，在日本參謀本部、關東都督府等機關的援助下組織勤王復國軍，舉兵討袁並試圖復辟清朝。但不久後袁世凱病死，黎元洪出任總統，段祺瑞出任總理。日本轉而支持段祺瑞，不再支持善耆等人。1916年，巴布扎布在林西縣被北洋政府的直系軍閥擊斃後，滿蒙獨立運動逐漸式微，善耆、貢桑諾爾布等滿蒙貴族也相繼放棄了建國夢想。
1930年代，日本关东军建立满洲国，将包括溥仪在内的清皇室残余势力纳入其中。后又利用内蒙古王公德王等人，建立蒙疆联合自治政府。在1945年的八月风暴行动后，上述日本傀儡政权均被苏蒙联军所灭亡。

## 中華人民共和國時期
在21世紀初期，因為全球化與網際網路影響，滿族的文化自我認同逐漸恢復，在中國，有越來越多滿族後裔承認自己的民族身份，學習滿語與滿族文化。而有一些人则利用網際網路為媒介，发起新的滿洲獨立運動。2004年，香港人張少幫在香港建立「滿洲國政府」，宣傳滿洲獨立。2011年，在中國人人網上出現以滿洲獨立運動為號召的文章。同年，香港文匯報報導，日本「黑龍會會長」田中健之至香港，與「滿洲國駐港大使」張少幫會面。2019年2月，另一組織滿洲國協和會在美國註冊為非政府组织（NGO）。

## 主要人物
- 川島浪速（日本人）
- 川島芳子（满族）
- 肅親王善耆（滿族）
- 鄭孝胥（漢族）
- 張景惠（漢族）
- 喀喇沁王公貢桑諾爾布（蒙古族）
- 巴布扎布（蒙古族）

## 外部連結
- （简体中文） 日侵华“理论”之1912年川岛浪速实践满蒙独立 （页面存档备份，存于）
- （简体中文）日本支持贡桑诺尔布的"独立"活动